# 海津市デマンド交通
海津市デマンド交通（かいづしデマンドこうつう）は、岐阜県海津市で運行しているデマンド型交通の乗合タクシー。
スイトトラベルが受託運行している。

## 概要
- 2015年（平成27年）10月運行開始[1]。
- デマンド方式であり、事前予約が必要（乗車の1時間前まで可能。電話予約時間は8:30 - 17:00）[2]。利用者登録をしていない人も利用可能だが、利用者登録をすると予約が簡単である。
- 指定停留所から指定停留所の乗降であり、2023年時点の指定停留場は平田地区が83箇所、海津地区が179箇所、南濃地区が167箇所である。市外にも停留所があり、羽島市（大須、西小薮）、安八郡輪之内町（ザ・ビッグ輪之内店）、養老郡養老町（オークワ養老店）、三重県桑名市（大桑クリニック、F☆マート多度店）に設置されている[2]。

## 利用案内
- 運行日：平日、土曜日　※日・祝日および年末年始（12月29日 - 1月3日）は運休
- 運行時間：8:30 - 17:00
- 利用料金：大人400円、小中学生200円、障害者及び介助者200円、小学生未満無料

## 車輛
- ワゴン型車両を使用。車両により定員が異なる。

## 主な停留所
平田地区
- お千代保稲荷
- 平田支所
- ヨシヅヤ海津平田店
- 今尾名阪近鉄バス停
- 海西小学校北
- クレール平田
- 平田中学校

海津地区
- 海津市消防本部
- 海津警察署
- 海津明誠高校口
- 海津市役所
- 高須小学校
- 海津図書館
- 歴史民俗資料館
- 文化センター
- 東江小学校
- 海津温泉
- 大江小学校前
- 医師会病院
- 長良川サービスセンター
- 木曽三川公園
- 西江小学校

南濃地区
- 養南病院
- 美濃津屋駅
- 下多度支所
- 城山小学校
- 南濃グラウンド・体育館
- 城南中学校
- 駒野駅
- 美濃山崎駅
- 美濃松山駅
- 水晶の湯
- 道の駅月見の里 南濃
- さぼう遊学館
- 石津支所

市外
- 大須　（羽島市）
- 西小薮　（羽島市）
- ザ・ビッグ輪之内店　（輪之内町）
- オークワ養老店　（養老町）
- 大桑クリニック　（桑名市）
- F☆マート多度店　（桑名市）